# Bele Višnje
Bele Višnje (serbisch-kyrillisch Беле Вишње: übersetzt Weiße Sauerkirschen) war eine jugoslawische und später serbische Rockband. Die Band gilt als eine der Pioniere des YU Rock.

## Geschichte

### 1962–1973
Die Band wurde in Čačak im Herbst 1962 von Aleksandar Slaviković "Gušter" (E-Gitarre), Ljubodrag Jovanović (E-Bass), Zoran Sokić (Keyboard), Mišo Ilić (Rhythmusgitarre), Dragan Maksimović (Schlagzeug), Slobodan Pajić (Gesang) und Muhamed Hukić (Gesang) gegründet.
Während des Jahres 1963 spielte die Band in ihrer erfolgreichsten Zusammensetzung mit Slaviković, Pajić, Hukić, Sokić (er wechselte zum E-Bass), Stevo Radović (Rhythmusgitarre) und Predrag Radonjić (Schlagzeug). Nachdem Radović als Komponist zur Band stieß, begann man eigene Songs zu komponieren. Auf dem ersten Belgrader Gitarijada Festival am 9. Januar 1966 spielte Bele Višnje als erste Band und begann mit einem Cover des Folksongs Crne oči, curo, imaš. Die Band erreichte den siebenten Platz auf dem Festival und hatte dadurch die Möglichkeit auf größeren Konzerten zu spielen. Im Herbst 1966 verließen Sokić and Pajić auf Grund ihrer Studien die Band. 1966 hatte die Band Erfolge mit dem Song Plavokosa, einige Jahre später wurde der Song von Kićo Slabinac unter dem Titel Plavuša aufgenommen und er erlange damit landesweiten Erfolg. Als neuer Bassgitarrist stieß Miki Vukadinović zur Band, mit ihm spielten sie auf dem zweiten Belgrader Gitarijada Festival am 23. Januar 1967. Die Band spielte ein Cover des Folksongs Moj dilbere und den Song Tango, sie gewannen den 3. Platz. Während der folgenden Jahre änderte sich die Zusammensetzung der Band mehrere Male, so spielten in der Band Slobodan Rabrenović (Gitarre), Jovan Matijašević (E-Bass), Vladimir Šunjevarić (Gitarre), Zoran Branković (E-Bass) und Dragan Todorović (Gitarre und Gesang). 1972 nahm die Band ihre einzige 7″-Single auf, mit den Songs Čips hit und Čarobne oči. Sie erschien bei Diskoton,. Danach löste sich die Band für ein paar Jahre auf.

### Reunions
1990 kam es zu einer Reunion der Band mit Vladimir Šunjarević, Stevo Radović, Predrag Radonjić, Slobodan Pajić und Jovan Matijašević. Da es keinerlei Aufnahmen der Band aus den 1960er Jahren gab, nahm sie 1994 auf Initiative von Radomir Mihajlović Točak diese alten Songs auf, es erschien Pesme naše mladosti auf Audiokassette, 2005 erschien ein Reissue auf CD.
2010 kam es zu einer weiteren Reunion, sie traten in ihrer Heimatstadt Čačak zur Feier 50 Jahre Rockmusik auf.

## Diskografie

### Studioalben
- 1994: Pesme naše mladosti

### Singles
- 1973: Čips hit / Čarobne oči